# Chambers County, Alabama
Chambers County är ett county i den amerikanska delstaten Alabama. 2012 uppskattades countyt ha 34 064 invånare. Den administrativa huvudorten (county seat) är La Fayette. Countyt har fått sitt namn efter Henry H. Chambers, som var Alabamas senator. Chambers County grundades den 18 december 1832.

## Geografi
2013 hade countyt en total area på 1 562,06 km². 1 545,01 km² av arean var land och 17,05 km² var vatten.

### Angränsande countyn
- Randolph County - nord
- Troup County, Georgia - öst
- Harris County, Georgia - sydöst
- Lee County - syd
- Tallapoosa County - väst

### Städer
- Cusseta
- Five Points
- Huguley
- La Fayette
- Lanett
- Valley
- Waverly